# Conraua robusta
Conraua robusta és una espècie de granota que viu a Nigèria i al Camerun.
Està amenaçada d'extinció per la pèrdua del seu hàbitat natural.